# 순교자 (영화)
순교자는 김은국의 원작 소설 순교자를 바탕으로 한 유현목 감독, 이진섭, 김강윤 각색의 1965년 흑백 영화이다.

## 줄거리
1950년 한국에는 전쟁이 일어났다. 주인공인 나와 박은 그 해 10월 제2주에 적도(赤都) 평양을 탈환한다. 이곳에선 열 네 명의 목사가 공산군에게 끌려가 처형을 당하게 됐는데, 그 중 열 두 명의 목사들은 살려달라고 소리치며, 하나님을 비난하면서 개처럼 비굴하게 죽었고, 한목사(韓牧師)는 처형의 순간 발광(發狂)했고, 신목사(申牧師)만이 꿋꿋했기에 북한군들이 살려주었는데, 막상 신도들로서는 유일하게 살아남은 신목사를 의심하며, 심지어는 '가룟 유다'에 비유, 핍박하기까지 한다. 사실은 신목사 자신도 내심으론 부활(復活)이라든가 천당을 믿고 있지 않다. 결국 신목사마저 신을 위한 순교자라기보다는 인간을 위해 순교한 셈이다. 종군목사였던 고군목(高軍牧)이 어느새 거제도로 내려와 피난민 신도를 위한 판자집 교회를 짓고 있다. 결국 나(이대위)는 실존적인 입장에서 기독교 순교자들의 허상(虛像)을 잠시나마 들여다보았을 뿐이다.

## 개요
굉장히 다루기 어려운 소재－즉 신(神)과 인간의 문제를 유현목 감독은 다루었지만 원작의 간결한 문장이 설득력(說得力)을 가졌었던 데 비해, 난해한 화면 처리로 작품의 핵심을 표현하는 데는 다소 미흡하였다. 그러나, 이처럼 실존주의적인 소설을 다루었다는 그 자체를 높이 평가할 수 있겠는데, 이미 외국에는 잉그마르 베리만의 <제7의 봉인> <처녀의 샘> 등을 비롯하여 신(神)의 문제를 영화의 테마로 삼은 작품이 많았다.

## 수상
- 제5회 대종상: 감독·음악·녹음·미술상
- 제2회 한국연극영화 예술상·촬영상
- 제9회 부일상에서 미술상

## 출연
- 남궁원
- 김진규
- 장동휘